# Fluorid techneciový
Fluorid techneciový je anorganická sloučenina s chemickým vzorcem TcF6. Poprvé byl identifikovaný v roce 1961. Fluorid techneciový se vyskytuje jako nečistota v fluoridu uranovém, jelikož technecium je produktem štěpení uranu. Skutečnost, že teploty varu fluoridu uranového a techneciového jsou velmi podobné, představuje problém při použití těkavosti fluoridů při přepracovávání jaderného paliva.

## Příprava
Fluorid techneciový se připravuje přímou reakcí kovového technecia s nadbytkem fluoru za teploty 400 °C:
Tc + 3 F2 → TcF6

## Struktura
Fluorid techneciový prochází fázovým přechodem při −4.54 °C. Pevná struktura měřená při 10 °C tvoří krystaly v kubické soustavě s hranou mřížky a = 6,16 Å. Na jednu elementární buňku připadají dvě molekuly. Hustota fluoridu techneciového je 3,02 g·cm−3 při 10 °C. Pevná struktura měřená při −19 °C tvoří krystaly v ortorombické soustavě s prostorovou grupou Pnma (Číslo 62) a hranami mřížky a = 9,55 Å, b = 8,74 Å, a c = 5,02 Å. Na jednu elementární buňku připadají čtyři molekuly. Hustota fluoridu osmiového je 3,38 g·cm−3 při -19 °C. Při -140 °C je struktura stále ortorombická, avšak hrany mřížky jsou a = 9,360 Å, b = 8,517 Å, a c = 4,934 Å a hustota je 3,58 g·cm−3.
Samotná molekula fluoridu osmiového (forma důležitá pro kapalnou a plynnou fázi) má oktaedrickou molekulovou geometrii, které odpovídá bodová grupa Oh. Délka vazby Tc–F je 1,812 Å.

## Vlastnosti
Fluorid techneciový je žluto-zlatá krystalická látka, která taje při 37,4 °C a vře při 55,3 °C. Magnetický moment fluoridu techneciového je 0,45 μB. Fluorid techneciový reaguje se zásaditými chloridy v roztoku fluoridu jodičného za vzniku hexafluorotechnecistanů. Fluorid techneciový disproporcionuje při hydrolýze s vodným roztokem hydroxidu sodného za vzniku černé sraženiny oxidu technecičitého. V roztoku fluorovodíku reaguje fluorid techneciový s fluoridem hydrazinia za vzniku N2H6TcF6 nebo N2H6(TcF6)2.